# بيتر كول (شاعر)
بيتر كول (بالعبرية: פיטר קול‏) (بالإنجليزية: Peter Cole)‏ هو لغوي ومترجم وشاعر إسرائيلي وبريطاني، ولد في 1957 في باترسون في الولايات المتحدة.